# Zvi Hecker
(Zvi Becker)
Zvi Tadeusz Hecker (Cracovia, 31 maggio 1931 – 24 settembre 2023) è stato un architetto israeliano. Viveva e lavorava a Berlino.

## Biografia
Studiò architettura presso il Krakow Polytechnic (1949-1950) e il Technion di Haifa, dove ottenne la laurea nel 1955. Nel 1957 si diplomò all'Accademia di Pittura Avni. Dopo il servizio militare effettuato nel Corpo degli Ingegneri dell'Esercito Israeliano, nel 1959 aprì a Tel-Aviv lo studio dove lavorava con Eldar Sharon fino al 1964, e con Alfred Neumann fino al 1966. Dal 1991 diresse il proprio studio di architettura a Berlino.
Dal 1969 al 1972 Zvi Hecker fu professore aggiunto presso la Laval University School of Architecture a Québec, Canada; nel 1977 tenne lezioni presso la University of Texas, School of Architecture di Arlington; nel 1979 fu architetto ospite alla Washington University School of Architecture in St. Louis, nel 1980 fu professore ospite nella Iowa State University School of Architecture, nel 1997 al Technion di Haifa, Israele. Tra il 1998 e il 2000 Zvi Hecker fu professore alla Universität für Angewandte Kunst in Vienna – Meisterwerkklasse für Architektur.
Il lavoro di Zvi Hecker è stato esposto in diverse città incluse Tel Aviv, Gerusalemme, New York, Firenze, Berlino, Venezia, Vienna, Kiev e altre.
Nel 1991 rappresentò Israele alla Biennale di Venezia, nel 1996 partecipò alla 6ª Biennale di architettura di Venezia, l´ “Architettura come Sismografo”; nonché alla 7ª Biennale di architettura 2000 e alla 9ª nel 2004.
Era regolarmente invitato per conferenze e seminari in numerose scuole di architettura in Europa e Stati Uniti.

## Opere

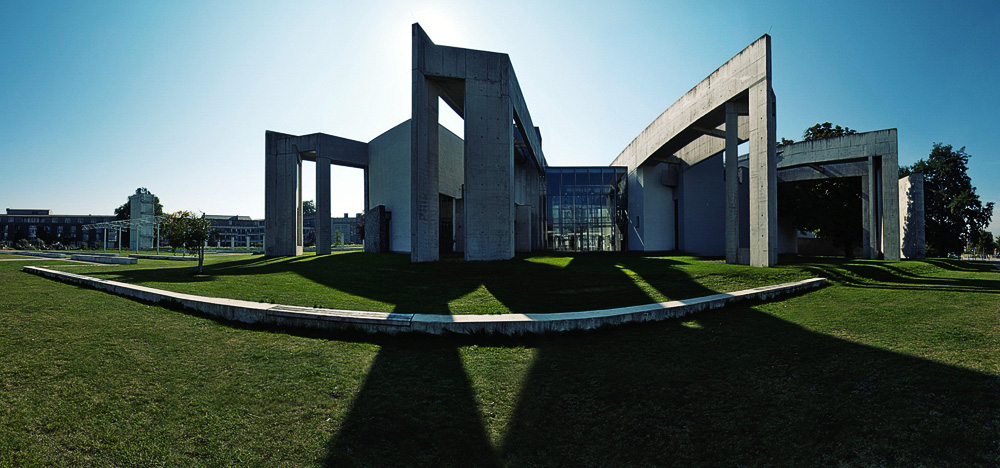
Centro culturale della comunità ebraica a Duisburg, Germania

- 1954 - Memoriale per la guerra d'indipendenza, Haifa, Israele
- 1960 - Municipio di Bat-Yam, Israele
- 1960 - Club Mediterrane, Achziv, Israele
- 1960 - Arab Village a Ein Raffa, Gerusalemme, Israele
- 1964 - Municipio di Natania, Israele
- 1969 - Sinagoga del campus dell´Accademia militare, Negev Desert, Israele
- 1972 - Sinagoga nell´aeroporto Ben Gurion, Tel-Aviv, Israele
- 1973 - Housing I a Ramot, Israele
- 1981 - Edificio per appartamenti “Spiral House“, Ramat Gan, Israele
- 1982 - Sinagoga Yoseph Ramot, Gerusalemme, Israele
- 1989 - Tokyo International Forum, Tokio, Giappone
- 1990 - Scuola ebraica Heinz-Galinski, Berlino, Germania
- 1992 - Museo della storia di Palmach, Tel-Aviv, Israele (con Rafi Segal)
- 1996 - Memoriale "Page" per la sinagoga di Lindenstraße, Berlino, Germania (con Eyal Weizman e Micha Ullman)
- 1996 - Centro della comunità ebraica e sinagoga, Duisburg, Germania
- 1998 - Biblioteca statale, Haifa, Israele
- 2009 - Complesso per la polizia aeroportuale di Schiphol, Amsterdam, Paesi Bassi

## Premi
- Nel 1996 gli venne assegnato il Deutscher Kritikerpreis.
- Nel 1999 ricevette il premio Rechter.